# マクファーソン郡 (カンザス州)
マクファーソン郡（英: McPherson County）は、アメリカ合衆国カンザス州の中央部に位置する郡である。2010年国勢調査での人口は29,180人であり、2000年の29,554人から1.3%減少した。郡庁所在地はマクファーソン市（人口13,155人）であり、同郡で人口最大の都市でもある。マクファーソン郡は、その全体でマクファーソン小都市圏を構成している。郡名は南北戦争に北軍で参戦し、アトランタの戦いで戦死したジェイムズ・B・マクファーソン将軍に因んで名付けられた。

## 歴史

### 19世紀
現在のカンザス州となっている地域には1000年前からインディアンが住んでいた。1803年、この地域がルイジアナ買収でアメリカ合衆国に確保された。1854年、カンザス準州が設立された。1861年、カンザスは合衆国34番目の州になった。
1820年代から1870年代、サンタフェ・トレイルが現在のマクファーソン郡を通っていた。この道はカントンの東で郡内に入り、ガルバの南、インマンの北を通って西のライアンズに向かった。1855年、チャールズ・O・フラーがガルバの約2マイル (3 km) 南、1マイル (1.6 km) 東にあるラニング・ターキー・クリーク渡しに隣接して牧場を造った。フラーの牧場はサンタフェ・トレイルに進む旅人に物資を供給した。ここが恐らく郡内最初の白人開拓地になった。
1860年、S・N・ウッドによる法案が通ってペクトン郡が設立された。この法案では、「カンザス準州第6主要子午線の西、第16郡区の南にある土地全てを、郡として設立し、ペクトン郡と名付ける」とされていた。1865年2月17日、ペクトン郡が廃止され、マリオン郡の一部からマクファーソン郡が創られた。この郡はチェイス郡の西側境界から現在のカンザス州西側境界まで広がっていた。
1868年、ソロモン・スティーブンスとL・N・ホルムバーグが治安判事に指名され、郡内最初の役人になった。翌1869年、郡区で初の選挙が行われた。1870年春にはマクファーソン郡が郡として正式に組織化され、スウィーダルで住民集会が開催された。スウィーダルが郡庁所在地に選ばれた・そこは現在のリンズバーグから南西に1.5マイル (2.4 km) 離れた所にあった。しかし、この年9月、郡政委員会はその2年ほど前に造られていたマクファーソンの町で集会を行うことにした。
1873年4月、郡庁所在地移設の請願が行われた。これには483人の有権者が署名していた。特別選挙は6月10日に予定された。その日、マクファーソンの町が605票、ニューゴットランドが325票、キングシティが3票、リンズボーグが1票という結果になり、マクファーソンの町が過半数で選ばれた。5月、マクファーソンの町が郡庁舎の場所、10年間の無料使用権、および町を造るための2区画を寄付する予備申立書を提出した。申立書は翌月受理され、郡政委員会は第56と65の区画を選定した。こうしてマクファーソンが郡庁所在地となり、現在に至っている。
1875年、マリオン市の指導者達がフローレンスからの鉄道支線を検討する集会を開いた。1878年、アッチソン・トピカ・アンド・サンタフェ鉄道と、マリオン郡およびマクファーソン郡の集団が、マリオン・アンド・マクファーソン鉄道会社の設立を承認した。1879年、フローレンスからマクファーソンまでの支線が建設され、1880年にはライアンズ、1881年にはエリンウッドまで延伸された。この線はアッチソン・トピカ・アンド・サンタフェ鉄道に賃貸され、運行された。フローレンスからマリオンまでの区間は1968年に廃線になった。1992年、マリオンからマクファーソンまでの区間がセントラル・カンザス鉄道に売却された。1993年、大きな洪水で損傷を受けた後、マリオンからマクファーソンまでの区間が廃線になった。当初の支線はフローレンスからマリオン、カナダ、ヒルズボロ、リーハイ、カントン、ガルバ、マクファーソン、コンウェイ、ウィンダム、リトルリバー、ミッチェル、ライアンズ、チェイス、リンウッドを繋いでいた。
1887年、シカゴ・カンザス・ネブラスカ鉄道はヘリントンからプラットまで幹線を延伸した。この延伸部はラモナ、タンパ、ダーラム、ウォルデック、カントン、ガルバ、マクファーソン、グローブランド、インマン、メドラ、ハッチンソン、ホワイトサイド、パートリッジ、アーリントン、ラングドン、チューロン、プレストン、ナトロナ、プラットを結んだ。1888年、この幹線がリベラルまで延伸された。さらに後にはニューメキシコ州トゥクムカリとテキサス州エルパソまで延伸された。この線は「ゴールデンステート・リミテッド」と呼ばれた。

### 20世紀
ナショナル・オールドトレイル・ロードは太洋から大洋へのハイウェイとも呼ばれ、1912年に設立され、マクファーソン郡のウィンダム、コンウェイ、マクファーソンを通って設定された。

## 法と政府
マクファーソン郡はアルコールを禁じる、すなわち「ドライ」の郡だったが、1986年にカンザス州憲法が修正され、住民は1996年の投票で個人が嗜むアルコール飲料の販売を承認した。ただし、食料販売量の30%までという制限が付いた。

## 地理
アメリカ合衆国国勢調査局に拠れば、郡域全面積は901.24平方マイル (2,334.2 km2)であり、このうち陸地は899.71平方マイル (2,330.2 km2)、水域は1.52平方マイル (3.9 km2)で水域率は0.17%である。

### 隣接する郡
- セイリーン郡 - 北
- ディキンソン郡 - 北東
- マリオン郡 - 東
- ハーベイ郡 - 南東
- リノ郡 - 南西
- ライス郡 - 西
- エルズワース郡 - 北西

## 人口動態

人口ピラミッド

以下は2000年の国勢調査による人口統計データである。
| 基礎データ - 人口: 29,554人 - 世帯数: 11,205 世帯 - 家族数: 7,966 家族 - 人口密度: 13人/km2（33人/mi2） - 住居数: 11,830軒 - 住居密度: 5軒/km2（13軒/mi2） 人種別人口構成 - 白人: 96.53% - アフリカン・アメリカン: 0.81% - ネイティブ・アメリカン: 0.34% - アジア人: 0.32% - 太平洋諸島系: 0.06% - その他の人種: 0.79% - 混血: 1.16% - ヒスパニック・ラテン系: 1.94% 先祖による構成 - ドイツ系：37.1% - スウェーデン系：12.9% - アメリカ人：12.1% - イギリス系：6.7% - アイルランド系：6.3% 年齢別人口構成 - 18歳未満: 25.4% - 18-24歳: 10.3% - 25-44歳: 25.2% - 45-64歳: 21.8% - 65歳以上: 17.3% - 年齢の中央値: 38歳 - 性比（女性100人あたり男性の人口） - 総人口: 95.9 - 18歳以上: 92.9 | 世帯と家族（対世帯数） - 18歳未満の子供がいる: 33.0% - 結婚・同居している夫婦: 62.5% - 未婚・離婚・死別女性が世帯主: 6.0% - 非家族世帯: 28.9% - 単身世帯: 25.5% - 65歳以上の老人1人暮らし: 11.8% - 平均構成人数 - 世帯: 2.49人 - 家族: 2.99人 収入と家計 - 収入の中央値 - 世帯: 41,138米ドル - 家族: 48,243米ドル - 性別 - 男性: 33,530米ドル - 女性: 21,175米ドル - 人口1人あたり収入: 18,921米ドル - 貧困線以下 - 対人口: 6.6% - 対家族数: 4.2% - 18歳未満: 5.2% - 65歳以上: 8.1% |

## 都市と町

### 法人化された都市
都市名の後の数字は2010年国勢調査での人口を示す。
- マクファーソン, 13,155 - 郡庁所在地
- リンズボーグ, 3,458
- マウンドリッジ, 1,737
- インマン, 1,377
- ガルバ, 870
- カントン, 748
- マーケット, 641
- ウィンダム, 130

## その他の町
- コンウェイ
- エリリア
- グローブランド
- ロクスベリー

### ゴーストタウン
- バトルヒル
- クリスチャン
- ドールズパーク
- エリボン
- キングシティ
- ニューゴットランド
- スウィーダル

## 郡区
マクファーソン郡は25の郡区に分けられている。リンズボーグ市とマクファーソン市は「政治的に独立」と見なされ、下記郡区の数字からは外されている。下表で「人口中心」は最大都市であり、特に大きな数字でなければ、郡区の人口に含まれるものである。

## 教育

### 統一教育学区
- USD 400, スモーキーバレー
  - リンズボーグ、マーケット、マーケット、田園部
- USD 418, マクファーソン
  - マクファーソン、田園部
- USD 419, カントン・ガルバ
  - カントン、ガルバ、田園部
- USD 423, マウンドリッジ
  - マウンドリッジ、田園部
- USD 448, インマン
  - インマン、田園部

隣接郡の教育学区
- USD 411, ゴッセル
  - 田園部
- USD 444, リトルリバー・ウィンダム
  - ウィンダム、田園部

### カレッジ
- マクファーソン・カレッジ、マクファーソン市
- ベサニー・カレッジ、リンズボーグ市
- セントラル・クリスチャン・カレッジ、マクファーソン市

## 博物館
- バーガー・サンゼン記念画廊、リンズボーグ市
- 間コーミック・ディアリング・デイズ博物館、インマン市
- マクファーソン博物館、マクファーソン市
- マクファーソン郡オールドミル博物館、リンズボーグ市